# Élections législatives de 2012 dans le Finistère
Les élections législatives françaises de 2012 se déroulent les 10 et 17 juin 2012. Dans le département du Finistère, huit députés sont à élire dans le cadre de huit circonscriptions, soit le même nombre d'élus malgré le redécoupage territorial qui a simplement affecté deux circonscriptions.

## Élus
| Circonscription | Député sortant      | Parti | Parti | Député élu ou réélu | Parti | Parti |
| --------------- | ------------------- | ----- | ----- | ------------------- | ----- | ----- |
| 1re             | Jean-Jacques Urvoas |       | PS    | Jean-Jacques Urvoas |       | PS    |
| 2e              | Patricia Adam       |       | PS    | Patricia Adam       |       | PS    |
| 3e              | Marguerite Lamour   |       | UMP   | Jean-Luc Bleunven   |       | DVG   |
| 4e              | Marylise Lebranchu  |       | PS    | Marylise Lebranchu  |       | PS    |
| 5e              | Jacques Le Guen     |       | UMP   | Chantal Guittet     |       | PS    |
| 6e              | Christian Ménard    |       | UMP   | Richard Ferrand     |       | PS    |
| 7e              | Annick Le Loch      |       | PS    | Annick Le Loch      |       | PS    |
| 8e              | Gilbert Le Bris     |       | PS    | Gilbert Le Bris     |       | PS    |

## Impact du redécoupage territorial
Le redécoupage des circonscriptions a peu affecté le Finistère. En effet, seules deux circonscriptions sont concernées : la deuxième et la troisième. Il n'y a ni création ni suppression de circonscription à la suite de la réforme.
La seule modification concerne le canton de Brest-Bellevue. Jusqu'alors dans la troisième circonscription (dite Brest Rural), le redécoupage le fait basculer dans la deuxième circonscription (dite Brest Ville). Avant la réforme, la circonscription de Brest rural était considérée comme en "sous-représentation", c'est-à-dire qu'elle comportait plus d'électeurs que la moyenne des autres circonscriptions de France. Les deux circonscriptions brestoises ont maintenant un nombre équivalent d'électeurs.
Ce léger changement n'est cependant pas sans conséquence. En effet, le canton de Brest-Bellevue est très majoritairement ancré à gauche : lors des élections cantonales de 2008, le candidat de la droite avait été éliminé dès le premier tour, et les électeurs ont toujours donné une large majorité à la gauche lors des scrutins nationaux. La circonscription Brest rural étant plutôt favorable à la droite, la suppression d'un canton "fief" de la gauche semble très nettement favoriser une réélection de la sortante Marguerite Lamour, qui avait réalisé dans ce canton un score très faible lors des législatives de 2007. De plus, la circonscription Brest ville votant pour sa part plutôt à gauche, l'ajout de nombreuses voix de gauche ne peut que profiter à la sortante socialiste Patricia Adam.
La septième circonscription n'a quant à elle pas été redécoupée, bien qu'elle soit considérée comme sur-représentative.

## Pronostics
D’après une analyse du journal Le Monde du 20 octobre 2011 basée sur les résultats des scrutins qui ont suivi les élections législatives de 2007, si 4 circonscriptions semblent déjà acquises d'avance à un camp, les 4 autres seront disputées :
- les 1re, 2e et 8e circonscriptions seraient acquises à gauche, d'autant plus que les trois députés sortants se représentent ;
- la 5e circonscription serait acquise à la droite, d'autant plus que le député sortant se représente ;
- la 3e circonscription serait "gagnable" à gauche : la sortante Marguerite Lamour devait affronter la concurrence de Magali Deval (EELV, soutenue par le PS), et ce, malgré le redécoupage favorable à la droite ;
- les 4e et 7e circonscriptions seraient "gagnables" à droite : dans la 4e, Marylise Lebranchu devra affronter la maire de Morlaix Agnès Le Brun dans un duel qui s'annonce serré. La 7e circonscription est disputée depuis 1997 : à chaque élection, les écarts de voix au second tour sont très faibles et le député sortant n'est jamais réélu ;
- la 6e circonscription est "favorable" à gauche, mais le député sortant Christian Ménard est membre de l'UMP : les faibles écarts à chaque élection et le fait que le sortant ne se représente pas rendent le vote indécis.

La même simulation du Monde au niveau national donne une majorité de plus de 300 sièges à la gauche.

## Résultats

### Analyse
La gauche remporte une victoire historique, elle fait carton plein : elle s'empare facilement de la 6e circonscription, dans la 5e, Jacques le Guen est sévèrement sanctionné par Chantal Guittet. De son côté, malgré les divisions de gauche, Marguerite Lamour perd son siège à Brest.

### Résultats à l'échelle départementale
| Parti          | Parti                              | Premier tour | Premier tour | Second tour | Second tour | Sièges |
| Parti          | Parti                              | Voix         | %            | Voix        | %           | Sièges |
| -------------- | ---------------------------------- | ------------ | ------------ | ----------- | ----------- | ------ |
|                | Parti socialiste                   | 159 538      | 38,95        | 211 670     | 53,49       | 7      |
|                | Europe Écologie Les Verts          | 27 852       | 6,80         | Retrait     | Retrait     | 0      |
|                | Divers gauche dont MRC             | 22 190       | 5,42         | 27 146      | 6,86        | 1      |
|                | Parti radical de gauche            | 1 676        | 0,41         |             |             | 0      |
|                | Majorité présidentielle            | 211 276      | 51,57        | 238 796     | 60,34       | 8      |
|                |                                    |              |              |             |             |        |
|                | Union pour un mouvement populaire  | 117 642      | 28,72        | 143 969     | 36,39       | 0      |
|                | Alliance centriste                 | 7 589        | 1,85         |             |             | 0      |
|                | Divers droite dont DLR et PCD      | 2 193        | 0,54         | 12 963      | 3,27        | 0      |
|                | Parti radical                      | 897          | 0,22         |             |             | 0      |
|                | Nouveau centre                     | 428          | 0,10         | 0           |             |        |
|                | Droite parlementaire               | 128 749      | 31,43        | 156 932     | 39,66       | 0      |
|                |                                    |              |              |             |             |        |
|                | Front national                     | 29 505       | 7,20         |             |             | 0      |
|                | Front de gauche                    | 23 049       | 5,62         | 0           |             |        |
|                | Mouvement démocrate                | 10 232       | 2,50         | 0           |             |        |
|                | Extrême gauche dont LO, NPA et POI | 3 714        | 0,91         | 0           |             |        |
|                | Régionaliste                       | 2 263        | 0,55         | 0           |             |        |
|                | Divers écologiste dont AÉI et GÉ   | 554          | 0,14         | 0           |             |        |
|                | Divers                             | 341          | 0,08         | 0           |             |        |
|                |                                    |              |              |             |             |        |
| Inscrits       | Inscrits                           | 677 252      | 100,00       | 677 156     | 100,00      | 8      |
| Abstentions    | Abstentions                        | 262 012      | 38,69        | 269 733     | 39,83       |        |
| Votants        | Votants                            | 415 240      | 61,31        | 407 423     | 60,17       |        |
| Blancs et nuls | Blancs et nuls                     | 5 577        | 1,34         | 11 675      | 2,87        |        |
| Exprimés       | Exprimés                           | 409 663      | 98,66        | 395 748     | 97,13       |        |

### Résultats par circonscription

#### Première circonscription (Quimper)
La liste est donnée dans l'ordre officiel, tiré au sort par la préfecture.
- EÉ : Martine Petit, adjointe au maire de Quimper
- Front National : Alain Rousseau
- FG (PCF) - NPA : André Bernard, conseiller municipal de Fouesnant
- UMP : Georges-Philippe Fontaine, conseiller municipal de Quimper
- Rassemblement pour l'initiative citoyenne : Silviane Le Menn, retraitée, écrivain, Quimper
- LO : Serge Hardy, enseignant
- Modem : Corine Nicolas, employée, déléguée locale du Modem
- PRV : Pierre-Jean Langlais
- PCD : Hubert Bodin, général d'armée en retraite
- PS : Jean-Jacques Urvoas, député sortant, ancien conseiller régional

Dans cette circonscription, qui a voté à plus de 59 % pour François Hollande au second tour de l'élection présidentielle, le sortant socialiste Jean-Jacques Urvoas n'apparaît pas menacé. Georges-Philippe Fontaine pour l'UMP devrait être son adversaire au second tour.
| Candidat       | Candidat                          | Parti          | Premier tour | Premier tour | Second tour | Second tour |  |
| Candidat       | Candidat                          | Parti          | Voix         | %            | Voix        | %           |  |
| -------------- | --------------------------------- | -------------- | ------------ | ------------ | ----------- | ----------- |  |
|                | Jean-Jacques Urvoas sortant réélu | PS             | 25 959       | 49,38        | 31 566      | 62,74       |  |
|                | Georges-Philippe Fontaine         | UMP            | 14 335       | 27,27        | 18 743      | 37,26       |  |
|                | Alain Rousseau                    | RBM (FN)       | 3 757        | 7,15         |             |             |  |
|                | Martine Petit                     | EÉLV           | 2 775        | 5,28         |             |             |  |
|                | André Bernard                     | FG (PCF) (NPA) | 2 590        | 4,93         |             |             |  |
|                | Corine Nicolas                    | CpF (MoDem)    | 1 399        | 2,66         |             |             |  |
|                | Pierre-Jean Langlais              | PRV            | 897          | 1,71         |             |             |  |
|                | Hubert Bodin                      | PCD            | 596          | 1,13         |             |             |  |
|                | Serge Hardy                       | LO             | 248          | 0,47         |             |             |  |
|                | Silviane Le Menn                  | RIC            | 9            | 0,02         |             |             |  |
|                |                                   |                |              |              |             |             |  |
| Inscrits       | Inscrits                          | Inscrits       | 85 917       | 100,00       | 85 899      | 100,00      |  |
| Abstentions    | Abstentions                       | Abstentions    | 32 571       | 37,91        | 34 081      | 39,68       |  |
| Votants        | Votants                           | Votants        | 53 346       | 62,09        | 51 818      | 60,32       |  |
| Blancs et nuls | Blancs et nuls                    | Blancs et nuls | 781          | 1,46         | 1 509       | 2,91        |  |
| Exprimés       | Exprimés                          | Exprimés       | 52 565       | 98,54        | 50 309      | 97,09       |  |

Présidentielle 2012 (2d tour) : François Hollande (PS) 59,22 %, Nicolas Sarkozy (UMP) 40,78 %

#### Deuxième circonscription (Brest-Ville)
La liste est donnée dans l'ordre officiel, tiré au sort par la préfecture.
- NPA : Sylvie Gourmelen
- FG (PCF) : Jacqueline Héré, adjointe au maire de Brest, vice-présidente de Brest Métropole Océane
- FN: Madeleine Fabre
- POI : Lydie Contignon
- Indépendant (avec le soutien du Modem) : : Fortuné Pellicano, conseiller municipal de Brest
- LO: André Cherblanc
- PS : Patricia Adam, député sortante
- EÉ : Julie Le Goïc, adjointe au maire de Brest
- UDB : Anne-Marie Kervern, adjointe au maire de Brest
- PCD : Marc Berthelot, conseiller municipal de Brest

| Candidat       | Candidat                      | Parti                       | Premier tour | Premier tour | Second tour | Second tour |  |
| Candidat       | Candidat                      | Parti                       | Voix         | %            | Voix        | %           |  |
| -------------- | ----------------------------- | --------------------------- | ------------ | ------------ | ----------- | ----------- |  |
|                | Patricia Adam sortante réélue | PS                          | 20 655       | 49,36        | 26 134      | 66,84       |  |
|                | Marc Berthelot                | PCD (UMP)                   | 9 416        | 22,50        | 12 963      | 33,16       |  |
|                | Madeleine Fabre               | RBM (FN)                    | 3 595        | 8,59         |             |             |  |
|                | Jacqueline Héré               | FG (PCF) (Divers gauche)    | 2 824        | 6,75         |             |             |  |
|                | Fortuné Pellicano             | CpF (Divers droite) (MoDem) | 2 030        | 4,85         |             |             |  |
|                | Julie Le Goïc                 | EÉLV                        | 1 959        | 4,68         |             |             |  |
|                | Anne-Marie Kervern            | UDB                         | 657          | 1,57         |             |             |  |
|                | Sylvie Gourmelen              | NPA                         | 358          | 0,86         |             |             |  |
|                | Lydie Contignon               | POI                         | 184          | 0,44         |             |             |  |
|                | André Cherblanc               | LO                          | 167          | 0,40         |             |             |  |
|                |                               |                             |              |              |             |             |  |
| Inscrits       | Inscrits                      | Inscrits                    | 78 114       | 100,00       | 78 114      | 100,00      |  |
| Abstentions    | Abstentions                   | Abstentions                 | 35 493       | 45,44        | 37 623      | 48,16       |  |
| Votants        | Votants                       | Votants                     | 42 621       | 54,56        | 40 491      | 51,84       |  |
| Blancs et nuls | Blancs et nuls                | Blancs et nuls              | 776          | 1,82         | 1 394       | 3,44        |  |
| Exprimés       | Exprimés                      | Exprimés                    | 41 845       | 98,18        | 39 097      | 96,56       |  |

Présidentielles 2012 (2d tour) : François Hollande (PS) 62,6 %, Nicolas Sarkozy (UMP) 37,4 %

#### Troisième circonscription (Brest-Rural)
La liste est donnée dans l'ordre officiel, tiré au sort par la préfecture.
- FN : Joël Ménard
- UMP : Marguerite Lamour, député sortante, maire de Ploudalmézeau
- EÉLV - PS : Magali Deval
- FG (PG) : Bertrand Seys
- MoDem : Patrick Pelissard
- Les Alternatifs-NPA : Chris Perrot
- LO : Fabrice Merlin
- PRG : Christiane Migot
- Divers Gauche : Jean-Luc Bleunven, maire de Plabennec

| Candidat       | Candidat                   | Parti                   | Premier tour | Premier tour | Second tour | Second tour |  |
| Candidat       | Candidat                   | Parti                   | Voix         | %            | Voix        | %           |  |
| -------------- | -------------------------- | ----------------------- | ------------ | ------------ | ----------- | ----------- |  |
|                | Marguerite Lamour sortante | UMP                     | 20 177       | 38,82        | 24 765      | 47,71       |  |
|                | Jean-Luc Bleunven élu      | diss. PS                | 11 054       | 21,27        | 27 146      | 52,29       |  |
|                | Magali Deval               | EÉLV (PS, UDB)          | 10 799       | 20,78        | Retrait     | Retrait     |  |
|                | Joël Ménard                | RBM (FN)                | 3 913        | 7,53         |             |             |  |
|                | Bertrand Seys              | FG (PG) (Divers gauche) | 2 602        | 5,01         |             |             |  |
|                | Christiane Migot           | PRG                     | 1 526        | 2,94         |             |             |  |
|                | Patrick Pélissard          | CpF (MoDem)             | 1 170        | 2,25         |             |             |  |
|                | Chris Perrot               | ALT (NPA)               | 488          | 0,94         |             |             |  |
|                | Fabrice Merlin             | LO                      | 251          | 0,48         |             |             |  |
|                |                            |                         |              |              |             |             |  |
| Inscrits       | Inscrits                   | Inscrits                | 86 268       | 100,00       | 86 265      | 100,00      |  |
| Abstentions    | Abstentions                | Abstentions             | 33 665       | 39,02        | 33 244      | 38,54       |  |
| Votants        | Votants                    | Votants                 | 52 603       | 60,98        | 53 021      | 61,46       |  |
| Blancs et nuls | Blancs et nuls             | Blancs et nuls          | 623          | 1,18         | 1 110       | 2,09        |  |
| Exprimés       | Exprimés                   | Exprimés                | 51 980       | 98,82        | 51 911      | 97,91       |  |

Présidentielles 2012 (2d tour) : François Hollande (PS) 55,x , Nicolas Sarkozy (UMP) 45,x %

#### Quatrième circonscription (Morlaix)
| Candidat       | Candidat                           | Parti                    | Premier tour | Premier tour | Second tour | Second tour |  |
| Candidat       | Candidat                           | Parti                    | Voix         | %            | Voix        | %           |  |
| -------------- | ---------------------------------- | ------------------------ | ------------ | ------------ | ----------- | ----------- |  |
|                | Marylise Lebranchu sortante réélue | PS                       | 24 900       | 48,21        | 30 376      | 61,11       |  |
|                | Agnès Le Brun                      | UMP                      | 16 830       | 32,59        | 19 328      | 38,89       |  |
|                | Ismaël Dupont                      | FG (PCF) (Divers gauche) | 2 956        | 5,72         |             |             |  |
|                | Francine Remacle                   | RBM (FN)                 | 2 614        | 5,06         |             |             |  |
|                | Dominique Guizien                  | EÉLV                     | 2 305        | 4,46         |             |             |  |
|                | Carole Guillerm                    | CpF (MoDem)              | 1 332        | 2,58         |             |             |  |
|                | Yann Vallerie                      | JB                       | 301          | 0,58         |             |             |  |
|                | Patricia Blosse                    | LO                       | 268          | 0,52         |             |             |  |
|                | René Delande                       | Divers                   | 133          | 0,26         |             |             |  |
|                | Jean-Paul Yves Le Goff             | RIC                      | 8            | 0,02         |             |             |  |
|                |                                    |                          |              |              |             |             |  |
| Inscrits       | Inscrits                           | Inscrits                 | 82 128       | 100,00       | 82 120      | 100,00      |  |
| Abstentions    | Abstentions                        | Abstentions              | 29 934       | 36,45        | 31 199      | 37,99       |  |
| Votants        | Votants                            | Votants                  | 52 194       | 63,55        | 50 921      | 62,01       |  |
| Blancs et nuls | Blancs et nuls                     | Blancs et nuls           | 547          | 1,05         | 1 217       | 2,39        |  |
| Exprimés       | Exprimés                           | Exprimés                 | 51 647       | 98,95        | 49 704      | 97,61       |  |

#### Cinquième circonscription (Landerneau)
| Candidat       | Candidat                 | Parti           | Premier tour | Premier tour | Second tour | Second tour |  |
| Candidat       | Candidat                 | Parti           | Voix         | %            | Voix        | %           |  |
| -------------- | ------------------------ | --------------- | ------------ | ------------ | ----------- | ----------- |  |
|                | Chantal Guittet élue     | PS              | 23 069       | 41,99        | 30 781      | 57,12       |  |
|                | Jacques Le Guen sortant  | UMP             | 19 534       | 35,55        | 23 107      | 42,88       |  |
|                | Éric Dechamps            | RBM (FN)        | 3 766        | 6,84         |             |             |  |
|                | Gaëlle Rolland-Chapelain | EÉLV            | 3 188        | 5,80         |             |             |  |
|                | Isabelle Mazelin         | FG (PCF) (FASE) | 2 417        | 4,38         |             |             |  |
|                | Alain Somme              | CpF (MoDem)     | 2 130        | 3,88         |             |             |  |
|                | Michael Lo Verso         | JB              | 377          | 0,69         |             |             |  |
|                | Françoise Chauveau       | LO              | 289          | 0,53         |             |             |  |
|                | Marie-Cécile Jacq        | Pirate          | 191          | 0,35         |             |             |  |
|                |                          |                 |              |              |             |             |  |
| Inscrits       | Inscrits                 | Inscrits        | 91 131       | 100,00       | 91 125      | 100,00      |  |
| Abstentions    | Abstentions              | Abstentions     | 35 422       | 38,87        | 35 884      | 39,38       |  |
| Votants        | Votants                  | Votants         | 55 709       | 61,13        | 55 241      | 60,62       |  |
| Blancs et nuls | Blancs et nuls           | Blancs et nuls  | 748          | 1,34         | 1 353       | 2,45        |  |
| Exprimés       | Exprimés                 | Exprimés        | 54 961       | 98,66        | 53 888      | 97,55       |  |

#### Sixième circonscription (Châteaulin)
| Candidat       | Candidat            | Parti               | Premier tour | Premier tour | Second tour | Second tour |  |
| Candidat       | Candidat            | Parti               | Voix         | %            | Voix        | %           |  |
| -------------- | ------------------- | ------------------- | ------------ | ------------ | ----------- | ----------- |  |
|                | Richard Ferrand élu | PS                  | 18 300       | 32,29        | 31 965      | 58,36       |  |
|                | Dominique Cap       | Divers droite (UMP) | 15 733       | 27,76        | 22 807      | 41,64       |  |
|                | Christian Troadec   | MBP                 | 11 286       | 19,92        | Retrait     | Retrait     |  |
|                | Marie Anne Haas     | RBM (FN)            | 4 312        | 7,61         |             |             |  |
|                | Noëlle Péoc'h       | FG (Divers gauche)  | 2 999        | 5,29         |             |             |  |
|                | Jocelyne Leclerc    | EÉLV                | 2 118        | 3,74         |             |             |  |
|                | Marie Laurent       | PCD                 | 636          | 1,12         |             |             |  |
|                | André Ménesguen     | NPA                 | 556          | 0,98         |             |             |  |
|                | Sophie Rossigneux   | DLR                 | 540          | 0,95         |             |             |  |
|                | Élisabeth Piro      | LO                  | 188          | 0,33         |             |             |  |
|                |                     |                     |              |              |             |             |  |
| Inscrits       | Inscrits            | Inscrits            | 89 396       | 100,00       | 89 355      | 100,00      |  |
| Abstentions    | Abstentions         | Abstentions         | 32 033       | 35,83        | 32 769      | 36,67       |  |
| Votants        | Votants             | Votants             | 57 363       | 64,17        | 56 586      | 63,33       |  |
| Blancs et nuls | Blancs et nuls      | Blancs et nuls      | 695          | 1,21         | 1 814       | 3,21        |  |
| Exprimés       | Exprimés            | Exprimés            | 56 668       | 98,79        | 54 772      | 96,79       |  |

#### Septième circonscription (Douarnenez - Pont-L'Abbé)
| Candidat       | Candidat                       | Parti                    | Premier tour | Premier tour | Second tour | Second tour |  |
| Candidat       | Candidat                       | Parti                    | Voix         | %            | Voix        | %           |  |
| -------------- | ------------------------------ | ------------------------ | ------------ | ------------ | ----------- | ----------- |  |
|                | Annick Le Loch sortante réélue | PS                       | 22 563       | 44,76        | 30 004      | 61,01       |  |
|                | Didier Guillon                 | UMP                      | 11 090       | 22,00        | 19 176      | 38,99       |  |
|                | Michel Canévet                 | AC                       | 7 589        | 15,06        |             |             |  |
|                | Françoise Pencalet-Kerivel     | FG (Divers gauche) (PCF) | 3 415        | 6,77         |             |             |  |
|                | Évelyne Delgrange              | RBM (FN)                 | 3 087        | 6,12         |             |             |  |
|                | Janick Moriceau                | EÉLV                     | 2 057        | 4,08         |             |             |  |
|                | Jean Jouanno                   | AÉI                      | 386          | 0,77         |             |             |  |
|                | Serge Defrance                 | LO                       | 221          | 0,44         |             |             |  |
|                |                                |                          |              |              |             |             |  |
| Inscrits       | Inscrits                       | Inscrits                 | 79 860       | 100,00       | 79 856      | 100,00      |  |
| Abstentions    | Abstentions                    | Abstentions              | 28 910       | 36,2         | 29 310      | 36,7        |  |
| Votants        | Votants                        | Votants                  | 50 950       | 63,8         | 50 546      | 63,3        |  |
| Blancs et nuls | Blancs et nuls                 | Blancs et nuls           | 542          | 1,06         | 1 366       | 2,7         |  |
| Exprimés       | Exprimés                       | Exprimés                 | 50 408       | 98,94        | 49 180      | 97,3        |  |

#### Huitième circonscription (Concarneau - Quimperlé)
| Candidat       | Candidat                      | Parti               | Premier tour | Premier tour | Second tour | Second tour |  |
| Candidat       | Candidat                      | Parti               | Voix         | %            | Voix        | %           |  |
| -------------- | ----------------------------- | ------------------- | ------------ | ------------ | ----------- | ----------- |  |
|                | Gilbert Le Bris sortant réélu | PS                  | 24 092       | 48,58        | 30 844      | 65,78       |  |
|                | Atto Dossena                  | Divers droite (UMP) | 10 527       | 21,23        | 16 043      | 34,22       |  |
|                | Gilles Ébroussard             | RBM (FN)            | 4 461        | 9,00         |             |             |  |
|                | Marcel Tilly                  | FG (PCF)            | 3 246        | 6,55         |             |             |  |
|                | Stéphane Lefloch              | EÉLV                | 2 651        | 5,35         |             |             |  |
|                | Erwan Balanant                | CpF (MoDem) (MBP)   | 2 171        | 4,38         |             |             |  |
|                | Isabelle Moign                | UDB                 | 632          | 1,27         |             |             |  |
|                | Hervé Vanzande                | LC                  | 428          | 0,86         |             |             |  |
|                | Françoise Pontigny-Lucas      | PCD                 | 421          | 0,85         |             |             |  |
|                | Anne-Marie Rimbault           | JB                  | 296          | 0,60         |             |             |  |
|                | Anne Morel                    | LO                  | 279          | 0,56         |             |             |  |
|                | Annie Menvielle               | POI                 | 217          | 0,44         |             |             |  |
|                | Roland Dufleit                | GÉ                  | 168          | 0,34         |             |             |  |
|                |                               |                     |              |              |             |             |  |
| Inscrits       | Inscrits                      | Inscrits            | 84 438       | 100,00       | 84 422      | 100,00      |  |
| Abstentions    | Abstentions                   | Abstentions         | 33 984       | 40,25        | 35 623      | 42,2        |  |
| Votants        | Votants                       | Votants             | 50 454       | 59,75        | 48 799      | 57,8        |  |
| Blancs et nuls | Blancs et nuls                | Blancs et nuls      | 865          | 1,71         | 1 912       | 3,92        |  |
| Exprimés       | Exprimés                      | Exprimés            | 49 589       | 98,29        | 46 887      | 96,08       |  |